# ZINC
ZINC (rekurzivní zkratka: ZINC is not commercial, v překladu ZINC není komerční) je chemická databáze komerčně dostupných chemických sloučenin. Zahrnuje záznamy připravené pro virtuální screening. Tato databáze se využívá jak ve farmaceutických a biotechnologických společnostech, tak ve výzkumu na univerzitách.

## Zaměření a rozsah
ZINC se liší od některých jiných chemických databází, protože si klade za cíl reprezentovat biologicky co nejvěrohodnější 3D podobu molekuly. V současnosti čítá databáze více než 200 milionů záznamů, které zahrnují komerčně dostupné sloučeniny. ZINC si však neklade za cíl zahrnout všechny dostupné sloučeniny, ale zaměřit se zejména na ty, které lze využít pro dokování.

## Verze a aktualizace
ZINC je pravidelně aktualizován a lze z něj stahovat a využívat jej zcela zdarma. Je vyvíjen Johnem Irwinem v Shoichetově laboratoři na Kalifornské univerzitě v San Franciscu.
Současná verze rozhraní je „ZINC 15“ (2015). V této verzi obsahuje k 3D strukturám i přes dalších 700 milionů 2D záznamů použitelných například pro účely srovnávání a vyhledávání.